# Leeanna Walsman
Leeanna Walsman, født 22. november 1979 i Sydney i New South Wales i Australien, er en australsk skuespillerinde.
Walsman har medvirket i flere tv-produktioner og film og er mest kendt som Zam Wessel i Star Wars Episode II: Klonernes angreb og har også spillet en fremtrædende rolle som fængselsdirektøren Erica Davidson i tv-serien Wentworth.